# Lodovico Valtorta
Lodovico Valtorta (Milano, 17 ottobre 1893 – Monte Pertica, 29 ottobre 1918) è stato un militare italiano, decorato di medaglia d'oro al valor militare alla memoria nel corso della prima guerra mondiale.

## Biografia
Nacque a Milano il 17 ottobre 1893, figlio di Antonio e Maria Barenghi. Frequentò la Scuola commerciale Cavalli e Conti di Milano, e mentre era impiegato presso una società di assicurazioni nel giugno 1913 interruppe gli studi per prestare servizio militare di leva nel Regio Esercito, assegnato alla 3ª Compagnia di sanità. Nel mese di novembre fu inviato in Tripolitania partecipando alla spedizione nel Fezzan, condotta dal colonnello Antonio Miani, in forza alla 10ª Compagnia di sanità. Prestava servizio presso l'ospedale militare di Tripoli quando fu promosso sergente nel giugno 1915, e venne rimpatriato nel giugno 1916 assegnato in zona di operazioni alla  153ª Sezione sanità. Il 1 ottobre successivo fu mandato a frequentare il corso per allievi ufficiali di complemento presso il 206º Reggimento fanteria "Lambro", venendo nominato aspirante il 25 dicembre. Nel febbraio 1917, dopo la promozione a sottotenente, transitò in servizio presso il 258º Reggimento fanteria della Brigata Tortona prendendo parte all'azione sullo Jelenik, alla battaglia della Bainsizza (19-22 agosto) la quale fu citata nel Bollettino del Comando Supremo. Dopo la sconfitta nella battaglia di Caporetto, e il successivo ripiegamento dell'esercito sulla linea del Piave, fu trasferito al comando della 7ª Compagnia del 79º Reggimento fanteria della Brigata Roma. Nel corso della battaglia del solstizio, tra il 19 e il 23 giugno 1918 partecipò al contrattacco sul Montello che portò al ripiegamento del nemico al di la del Piave. Alla fine del mese di giugno fu trasferito in Val Giudicarie e poi nella zona del Monte Lavanech. Il 23 ottobre, alla vigilia della battaglia di Vittorio Veneto, fu trasferito nella zona del Monte Grappa per operare in Val Cesilla. Il mattino del 29 ottobre il III Battaglione del  79º Reggimento fanteria, al fine di ampliare l'occupazione del Monte Pertica, severamente contrastata dalle forze nemiche, si lanciò improvvisamente all'attacco sul Col della Martina occupando i trinceramenti nemici e catturando numerosi prigionieri. Durante l'assalto, alla testa della  7ª Compagnia, giunse per primo sulle postazioni di mitragliatrice avversarie riuscendo a interromperne l'azione e, benché ferito due volte al petto ed al braccio, continuò a combattere fino a che non fu colpito gravemente per la terza volta spegnendosi poco dopo. Con Decreto Luogotenenziale del 29 maggio 1919 fu insignito della medaglia d'oro al valor militare alla memoria. Una via di Milano porta il suo nome.

### Fonti
1. 1 2 3 4 5 6 7 8 9 10  Combattenti Liberazione.
2. 1 2  Carolei, Greganti, Modica 1968, p. 178.
3. 1 2 3  Coltrinari, Ramaccia 2018, p. 169.
4. ↑  Buzzi, Buzzi 2005, p. 409.
5. ↑   VALTORTA Lodovico, Medaglia d'oro al valor militare, su Presidenza della Repubblica.